# مهمان ناخوانده
مهمان ناخوانده (انگلیسی: The Gate Crasher) یک فیلم کمدی صامت آمریکایی است که در سال ۱۹۲۸ منتشر شد.

## بازیگران
- گلن تراین
- پتسی روت میلر
- تی. روی بارنز
- کلود پیتون
- کارلا لملی
- فرد ملتستا
- راس پاول
- تاینی سندفورد
- آلبرت جی. اسمیت
- مانتی مانتگیو
- راس پاول